# Oasis Hong Kong Airlines
Pour les articles homonymes, voir Oasis (homonymie).
Oasis Hong Kong Airlines était une compagnie aérienne à bas coûts fondée en 2005 basée à Hong Kong, son hub principal. Le premier vol a relié Hong Kong à l'Europe en date du 25 octobre 2006, et le Canada au cours du même mois. 

## Histoire
L'entreprise est créée par le pasteur Raymond C. Lee et son épouse Priscilla H. Lee. Le directeur exécutif est Stephen Miller, créateur et ancien directeur exécutif de Dragonair, une autre compagnie aérienne basée à Hong Kong, filiale de Cathay Pacific.
Pour ses premiers vols, la compagnie s’équipe de 2 Boeing 747-400 qu'elle achète auprès de Singapore Airlines.
Le 9 avril 2008, la société cesse ses activités. Début juin 2008, les Boeing 747 de la compagnie sont encore visibles sur le tarmac de l'aéroport de Hong-Kong, en attente de repreneurs.

## Services
Les repas étaient inclus dans le prix des billets, avec la possibilité d'acheter un plat gourmet de meilleure qualité (Gourmet Meal Service) ou des kits de cosmétiques.
Les billets étaient de 30 % à 50 % moins chers que chez les concurrents, mais avec seulement 81 cm (32") d'espace en classe économique (c'est à peu près l'ordre de grandeur pour un vol entre Hong Kong et Londres) et 1,52 m (60") en classe Affaires, le confort n'était pas complètement au rendez-vous.

## Flotte

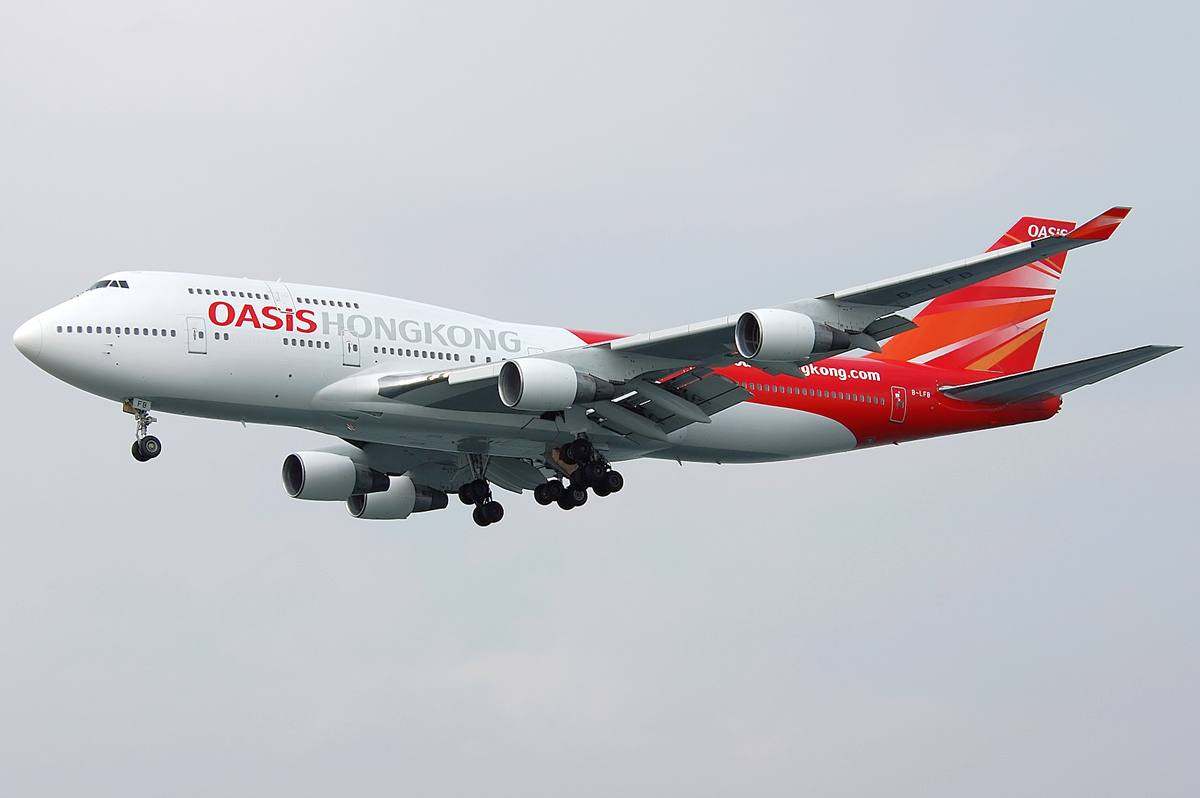
Un Boeing 747-400 d'Oasis Hong Kong.

Elle fut composée de deux Boeing 747-400 appartenant anciennement à Singapore Airlines (B-LFA et B-LFB). Avant d'être livrés à Oasis Hong Kong Airlines, ces avions furent loués à Iberia pendant quelque temps.
La compagnie a acheté trois avions supplémentaires entre avril 2007 et mars 2008, mais le dernier n'a pas eu le temps d'entrer en opération avant la faillite.

## Destinations
La compagnie desservait trois destinations.
 Hong Kong
- Hong Kong (aéroport international de Hong Kong)

 Royaume-Uni
- Londres (aéroport de Gatwick)

 Canada
- Vancouver (aéroport international de Vancouver)